# Incaduif
De incaduif (Columbina inca) is een vogel uit de familie Columbidae (duiven).

## Kenmerken
De incaduif heeft een lengte van 16,5 tot 23 cm en weegt 30 tot 58 gram. Ze zijn slank van lichaamsbouw en bedekt met grijsbruine veren. De staart is lang en hoekig, afgezoomd met witte veren die zichtbaar zijn tijdens de vlucht. In vlucht is de onderkant van de vleugel roodachtig. Tijdens het opvliegen maken de vleugels een typisch klapperend geluid.

## Verspreiding en leefgebied
De soort komt voor van het zuidwesten van de Verenigde Staten en Mexico tot Costa Rica.
De incaduif komt alleen voor langs de westelijke kant van Centraal Amerika. Alhoewel deze duif vernoemd werd naar het Incarijk, wordt zij niet aangetroffen op het voormalig grondgebied van de Inca's. Incaduiven komen overvloedig voor in hun leefgebied, dat zij zowel naar het noorden als naar het zuiden uitbreiden.